# Nathan Grigg
Nathan Grigg (ur. 1970) – amerykański kompozytor i kierownik muzyczny gier komputerowych firmy Monolith Productions.
Dorastał w Portlandzie i studiował na Evergreen State College. Następnie przeniósł się do San Francisco. Jego żoną jest Elizabeth Grigg z domu Carter.
W 2015 roku był nominowany do British Academy Games Awards za muzykę do gry Śródziemie: Cień Mordoru.

## Kompozytor

### Gry komputerowe
| Rok  | Gra                                             | Źródło      |
| ---- | ----------------------------------------------- | ----------- |
| 2001 | Aliens vs. Predator 2                           | [ 2 ] [ 3 ] |
| 2002 | No One Lives Forever 2: A Spy in H.A.R.M.’s Way | [ 2 ] [ 3 ] |
| 2005 | Condemned: Criminal Origins                     | [ 2 ] [ 3 ] |
| 2005 | F.E.A.R.: First Encounter Assault Recon         | [ 2 ] [ 3 ] |
| 2005 | The Matrix Online                               | [ 3 ]       |
| 2006 | F.E.A.R. Extraction Point                       | [ 2 ] [ 3 ] |
| 2008 | Condemned 2: Bloodshot                          | [ 3 ]       |
| 2009 | F.E.A.R. 2: Project Origin                      | [ 3 ]       |
| 2011 | F.E.A.R. 3                                      | [ 3 ]       |
| 2014 | Śródziemie: Cień Mordoru                        | [ 2 ] [ 3 ] |

### Filmy
| Rok  | Film           | Źródło      |
| ---- | -------------- | ----------- |
| 2015 | The Hollow One | [ 2 ] [ 3 ] |